# La gran superproducción
La gran superproducción es el noveno álbum de la historieta Superlópez, dividido en ocho capítulos que son Sorpresas del regreso, Los astros taquilleros, El guion maldito..., ¡Silencio, se rueda...!, ¡Corteeen...! ...El presupuesto
, A falta de medios, buenas son tortas..., El gran estreno y Como el rosario de la Aurora....
El álbum no comenzó a publicarse hasta mayo de 1985, momento en que la Editorial Bruguera se encontraba en crisis. Esta situación es mostrada por Jan en este álbum como es que Superlópez, Jaime, Luisa Lana y su jefe quieran dejar la producción de la película o que el director estrella abandone el rodaje debido al poco presupuesto con el que se cuenta.

## Trayectoria editorial
En Alemania, donde el personaje recibió el nombre de Super-Meier, la editorial Condor Verlag publicó en 1985 los primeros capítulos de esta aventura en su noveno número, utilizando para la portada una realizada por Jan que fue utiliza más tarde como póster para la revista Superlópez, mientras que números finales nunca fueron publicado debido al cierra de Bruguera.